# ATC code R01
ATC code R01 فراورده‌های بینی زیرگروهی درمانی از سیستم طبقه‌بندی شیمیایی درمانی آناتومیک است. این سیستمِ متشکل از کدهای حرفی‌عددی را سازمان جهانی بهداشت برای طبقه‌بندی داروها و سایر تولیدات پزشکی ایجاد کرده است. زیرگروه R01 جزوی از گروه آناتومیک R دستگاه تنفس است.

کدهای مورد استفاده در دامپزشکی (کدهای ATCvet) را می‌توان با گذاشتن حرف Q جلو کدهای انسانی ATC ایجاد کرد: مثلاً QR01. 
ممکن است نسخه‌های ملی از طبقه‌بندی ATC حاوی کدهای اضافه‌ای باشند که در این فهرست (نسخهٔ سازمان جهانی بهداشت) نیامده باشند.

## R01Aضد احتقانs and other nasal preparations for topical use

### R01AAداروهای مقلد سمپاتیکs, plain
R01AA02 سیکلوپنتامین
R01AA03 افدرین
R01AA04 فنیل افرین
R01AA05 اوکسی متازولین
R01AA06 تتراهیدروزولین
R01AA07 زایلومتازولین
R01AA08 نفازولین
R01AA09 ترامازولین
R01AA10 Metizoline
R01AA11 Tuaminoheptane
R01AA12 Fenoxazoline
R01AA13 Tymazoline
R01AA14 اپی‌نفرین
R01AA15 Indanazoline

### R01AB Sympathomimetics, combinations excluding corticosteroids
R01AB01 فنیل افرین
R01AB02 نفازولین
R01AB03 تتراهیدروزولین
R01AB05 افدرین
R01AB06 زایلومتازولین
R01AB07 اوکسی متازولین
R01AB08 Tuaminoheptane

### R01AC Antiallergic agents, excluding corticosteroids
R01AC01 کرومولین سدیم
R01AC02 Levocabastine
R01AC03 آزلاستین
R01AC04 آنتازولین
R01AC05 ان-استیل‌اسپارتیل‌گلوتامیک اسید
R01AC06 تونزیلامین
R01AC07 ندوکرومیل
R01AC08 اولوپاتادین
R01AC51 Cromoglicic acid, combinations

### R01AD Corticosteroids
R01AD01 بکلومتازون
R01AD02 پردنیزولون
R01AD03 دگزامتازون
R01AD04 Flunisolide
R01AD05 بودزوناید
R01AD06 بتامتازون
R01AD07 تیکسوکورتول
R01AD08 فلوتیکازون
R01AD09 مومتازون فوروات
R01AD11 تریامسینولون
R01AD12 Fluticasone furoate
R01AD13 Ciclesonide
R01AD52 Prednisolone, combinations
R01AD53 Dexamethasone, combinations
R01AD57 Tixocortol, combinations
R01AD58 Fluticasone, combinations
R01AD60 Hydrocortisone, combinations

### R01AX سایر فراورده‌های بینی
R01AX01 Calcium hexamine thiocyanate
R01AX02 رتینول
R01AX03 Ipratropium bromide
R01AX05 Ritiometan
R01AX06 موپیروسین
R01AX07 هگزامیدین
R01AX08 نئومایسین
R01AX09 اسید هیالورونیک
R01AX10 Various
R01AX30 Combinations

## R01B Nasal decongestants for systemic use

### R01BA Sympathomimetics
R01BA01 فنیل پروپانول آمین
R01BA02 سودوافدرین
R01BA03 فنیل افرین
R01BA51 Phenylpropanolamine, combinations
R01BA52 Pseudoephedrine, combinations
R01BA53 Phenylephrine, combinations